# Iotrolan
Iotrolan (tên thương mại Isovist) là một tác nhân phóng xạ, một chất được sử dụng để cải thiện khả năng hiển thị của các cấu trúc cơ thể trên hình ảnh thu được bằng kỹ thuật X-quang. Nó đặc biệt được sử dụng để hình ảnh không gian xung quanh hệ thống thần kinh trung ương, chẳng hạn như tâm thất, sau khi tiêm vào dịch não tủy. Nó cũng có thể được sử dụng để ghi lại hình ảnh không gian khớp và trong nội soi mật tụy ngược dòng (ERCP). Về mặt hóa học, chất là một dimer của dẫn xuất axit isophthalic triiodinated.